# Vrijmetselarij in Nederlands-Indië

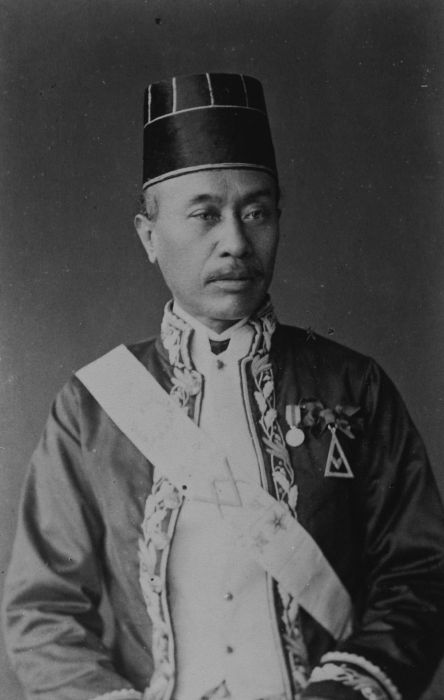
Portret van een Javaanse regent en vrijmetselaar

De vrijmetselarij in Nederlands-Indië en het latere Indonesië was actief tussen 1762 en 1962. Met initieel een sociale en charitatieve doelstelling speelden de loges in hun bestaan een rol in het sociale leven en het educatieve beleid in Nederlands-Indië. Loges hebben daarbij ook een rol gespeeld in de emancipatie van de autochtone bevolking en de promotie van neutraal (openbaar) onderwijs. Na de Tweede Wereldoorlog werd, als gevolg van de oprichting van Indonesië de Vrijmetselarij gezien als een pro-Nederlandse organisatie en verboden.

## Geschiedenis

### Oorsprong
De eerste vrijmetselaarsloge "La Choisie" wordt in 1762 opgericht door Jacobus Cornelis Mattheus Radermacher (1741-1783), in Batavia. Hij is de zoon van voormalig Nederlands Grootmeester Joan Cornelis Radermacher. Deze loge houdt op te bestaan in 1767, wat te maken kan hebben met het verblijf van Radermacher in Nederland tussen 1764 en 1767. In Nederland wordt Radermacher benoemd tot Grootsecretaris van de Orde. Formeel heeft de loge "La Choisie" niet bestaan daar ze haar constitutiebrief pas in 1777 krijgt.
Een paar jaar later wordt, door de oud-leden van "La Choisie", een hernieuwde poging gedaan met de oprichting van de loge “La Fidèle Sincérité” (november 1767). De loge "La Fidèle Sincérité" komt bijeen in de Heerenlogement aan de Moorsegracht van Batavia, wat de noodzaak creëert om ook de herbergier in te wijden. Willem van Riemsdijk, een zoon van de vroegere gouverneur generaal Jeremias van Riemsdijk, stelt voor bijeenkomsten aanvankelijk zijn patriciërshuis aan de Amanus-gracht ter beschikking. Later verhuist de loge naar de nog deftiger Tijgersgracht, totdat zij in 1776 naar de bovenstad Weltevreden verhuist. Door de groei van Batavia ontstond al snel behoefte aan een tweede loge: “La Vertueuse” (24 mei 1770). Loge la "Vertueuse" kwam bijeen bij de leden thuis. Radermacher was hier voorzitter van tussen 1779 en 1780. De autoriteiten lijken met een welwillend oog naar de ontwikkelingen te kijken, ook omdat de schoonvader van Radermacher Reinier de Klerk in de Raad van Indië zit, en later gouverneur generaal wordt. Onder de leden van "La Vertueuse" vinden we beide Johannes Siberg en Nicolaus Engelhard, beide schoonzonen van gouverneur generaal Willem Alting.
“La Fidèle Sincérité” staat bekend als de "blauwe loge" en wordt voornamelijk bezocht door het lager en middenkader van de Vereenigde Oostindische Compagnie, terwijl "La Vertueuse" in de volksmond de "gele loge" wordt genoemd en hoger kader van de VOC en landeigenaren als leden ziet.
Op 22 april 1778 wordt door Radermacher ook het Bataviaasch Genootschap van Kunsten en Wetenschappen opgericht, vooral leden van "La Vertueuse" zijn lid hiervan.

### Acceptatie en openbaarheid
Aan het einde van de 18e eeuw verdwijnt de noodzaak tot geheimhouding, aangezien ook de hoogste ambtenaren van de VOC leden zijn: assistenten van gouverneur-generaal Willem Alting, de latere gouverneurs-generaal, Johannes Siberg en Pieter Gerardus van Overstraten zijn beide vrijmetselaren. Op 18 januari 1786 wordt openbaar en feestelijk de hoeksteen gelegd voor een logegebouw in Batavia door loge "La Vertueuse" die hiervoor 12.000 gulden heeft verzameld door middel van de uitgifte van aandelen. De hoeksteenlegging gebeurt in aanwezigheid van de gouverneur-generaal, leden van de overheid van Batavia en diverse "vooraanstaande burgers en hun echtgenoten". Het gebouw wordt neergezet op de plek waar het Moorse Hospitaal heeft gestaan. Het zal dienen als logegebouw tot 1830, wanneer een nieuw logegebouw in gebruik genomen wordt in Weltevreden waar in de loop der jaar een groot deel van de gegoede burgerij is gaan wonen.
De Nederlands Grootloge stelt in 1798 Nicolaus Engelhard, gouverneur van de Noordoostkust van Java, aan als Gedeputeerd Grootmeester voor Indië.
Op het fregat ‘De Hertog van Brunswijk’, waarop in februari 1798 commissaris generaal S.C. Nederburgh een dienstreis naar het Java’s Oostkust maakt, is de ambulante loge "De Goede Hoop" actief. Ook op de plaatsen waar Nederburgh tijdens zijn dienstreis zijn tenten opslaat treedt de ambulante loge ‘De Goede Hoop’ in werking. Zo komen zij op 12 februari 1798 bijeen in de woning van de Gouverneur van Java’s noordoostkust Baron Johan Frederik van Rheede tot den Parkeler. Op 5 maart 1798 is de loge te Semarang, alwaar verscheidene kandidaten worden ingewijd. Het resultaat is, dat op 15 juni 1798, onder leiding van Baron van Rheede tot den Parkeler, een zeventiental leden besluiten tot oprichting van een ‘vaste loge’ te Semarang met de naam "La Constante et Fidèle" en kiezen tot hun Regerend Meester Van Rheede tot den Parkeler. Tevens wordt besloten een aanvraag om een constitutiebrief in te dienen bij het Grootoosten der Nederlanden en deze aanvraag direct te verzenden. Wanneer in februari 1799 nog geen antwoord uit Nederland is gekomen, zend men een tweede verzoek, vergezeld van een bedrag van 1.100 gulden. Beide brieven zijn inderdaad heelhuids in Holland aangekomen, evenals het geld. Met als resultaat dat (pas) in maart 1801 de constitutiebrief kan worden ondertekend en in een blikken trommel naar Semarang wordt verzonden.
De Gedeputeerd Grootmeester, Nicolaus Engelhard, wijst in 1802 François van Boeckholtz aan om de nieuwe loge te installeren. Maar de vrijmetselaren in Semarang wensen om allerlei uiteenlopende redenen niet dat Van Boeckholtz het officiële startschot lost en besluiten prompt hun nog niet officieel werkende loge op te heffen. De constitutiebrief en alle andere bescheiden zendt men naar Batavia en de gelden die men in kas heeft worden verdeeld onder de armen van Semarang. De broeders die de loge ‘La Constante et Fidèle’ hebben opgericht en weer ontbonden worden door de Gedeputeerd Grootmeester beschouwd als oproerkraaiers en van alle verdere maçonnieke arbeid uitgesloten. Die ‘uitsluiting’ duurt tot 1805. Daarna wordt de loge ‘La Constante et Fidèle’ opnieuw geconstitueerd, nu zonder problemen. Zij resideert in de bovenzalen van de lokale sociëteit. In 1822 bouwen de broeders van deze loge een eigen gebouw met een ‘Tempel’. Deze loge beschouwt 1801 als het jaar van haar oprichting.
Loge "de Vriendschap" in Soerabaja volgt op 28 november 1809 met als voorzitter Jacobus Albertus van Middelkoop, prefect van de oosthoek van Java. Deze loge is bij geboorte al een van de meest welvarende loges. Het lid B.H.J. van Cattenburgh schenkt de loge een groot stuk land bij Petundjungan, ten zuiden van Soerabaja. De activiteiten van de vrijmetselaren blijven vrijwel beperkt tot deze drie administratieve centra. De loges richten zich in deze periode voornamelijk op charitatieve activiteiten voor de armere Europeanen op Java.
Rond 1810 vermoedt gouverneur-generaal Herman Willem Daendels dat de loges broedplaatsen waren van pro-Engelse sentimenten. In maart 1811 worden de loges gesloten en archieven in beslag genomen. Engelhard en een aantal andere vrijmetselaren werden gevangengezet. Zij worden pas vrijgelaten als de nieuwe Gouverneur Generaal Jan Willem Janssens aankomt, maar de loges blijven nog gesloten.
Engelhard richt vervolgens zelf de gelegenheidsloge "Virtutis et Artis Amici" op, die haar zetel heeft op het landgoed van Engelhard te Pondok-Gedeh, nabij Buitenzorg. Het is in deze loge waar Gilbert Elliot-Murray-Kynynmound wordt verwelkomd en in juli 1812 luitenant Gouverneur Thomas Raffles werd ingewijd. De loge "Virtutis et Artis Amici" houdt op te bestaan in 1815.
In 1837 besluiten de loges van Batavia te fuseren tot Loge De Ster in het Oosten.

### Indische autochtonen en vrijmetselaren

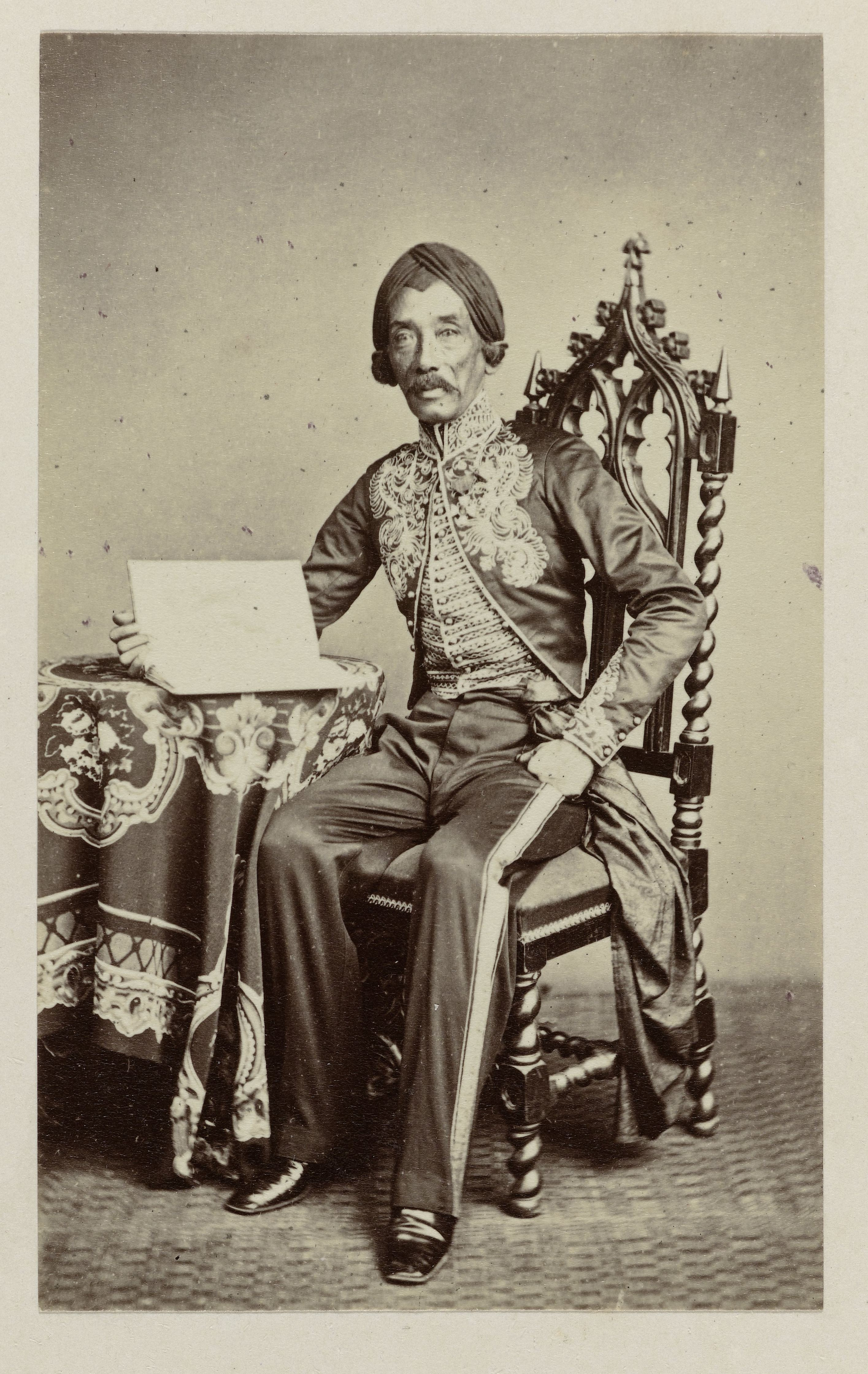
Raden Saleh, edelman en beroemd schilder, was de eerste Javaanse vrijmetselaar

De inwijding van de Javaanse kunstschilder Raden Sarief Bastaman Saleh in de loge "Eendracht Maakt Macht" te Den Haag in 1836, en de inwijding van Abdul Rachman, een achterkleinkind van de Sultan van Pontianak op Borneo, in de loge "De Vriendschap" te Soerabaja in 1844 gelden als beginpunten van de acceptatie van Indische autochtonen in Nederlandse loges. De eerste Chinees die toegelaten wordt is de suikerproducent The Boen Keh. Zijn aanvraag tot lidmaatschap wordt in 1856 eerst afgewezen, maar in 1857 aangenomen. Loge "Mataram" volgt in 1871 met de inwijding van Ko Ho Sing. In 1875 krijgt loge "de Vriendschap" het verzoek van Raden Pandjie Onggowidjojo, de ondercollecteur van Sidoardjo, dat hij lid wil worden. Bij de loge "Mataram" volgen de aanmeldingen van de Sultan van Kutei en drie van zijn prinsen: Pangeran Ario Soeryodilogo (1835-1900), Pangeran Ario Notokusuma (de latere Paku Alam VI), en Pangeran Arionotodirojo. Deze laatste aanvraag bracht wat moeilijkheden met zich mee toen een van de prinsen aangaf te willen doden als de Orde dat beval.
In 1838, wordt opgemerkt dat de Javaanse bevolking logegebouwen Ruma Setan noemen: het Huis van Satan, "vermoedelijk omdat men hen door eene of andere kunststukjes van proefondervindelijke natuurkunde zal verschrikt hebben, teneinde zich tegen hunne lastige nieuwsgierigheid te vrijwaren." Door Indische vrijmetselaren wordt dit uitgelegd als een verbastering van "Sint Jan" of Rumah pengsitan (huis van meditatie). Waarschijnlijker is het echter dat de bevolking verwijst naar de geheimzinnige en nachtelijke activiteiten van de vrijmetselaren.
Over de jaren heen zal voor veel, veelal hooggeplaatste, Javanen, de vrijmetselarij, en in zekere mate ook theosofie, een brug vormen tussen de (overwegend islamitische) Javaanse en de (christelijke) Nederlandse culturen. Vooral Javaanse edelen zien hierin de mogelijkheid om met de koloniale heersers op voet van gelijkheid op te treden en van gedachten te wisselen. De leden van het Pakoe Alamse huis die lid zijn van loge Mataram gelden daarnaast als progressieve geesten die Java tot een moderne natie willen transformeren.

### Sociale en educatieve activiteiten
De sociale positie van de Indo-Europeanen is uiterst kwetsbaar. De koloniale overheid heeft traditioneel weinig oog voor sociaal beleid, en lange tijd zijn de loges ook een belangrijk onderdeel van het weinige sociale leven in Indië. De vrijmetselaren lijken het gat van sociaal beleid op te vullen. In de jaren na 1860 vinden er door vrijmetselaren een sterke expansie plaats naar sociale en onderwijsinitiatieven. Loges richten bibliotheken op, starten scholen, banken van lening, weeshuizen, recreatie voor militairen, en voedsel en kledingfondsen voor de arme leerlingen. Om onder andere de Nederlandse taal te bevorderen werden Fröbelscholen opgericht, wedijverend met die van confessionele origine. In Yogyakarta, Malang en Padang worden ook Indische autochtonen opgenomen in deze scholen. In Batavia, Makassar en Soerabaja werden tussen 1865 en 1883 de eerste Ambachtsscholen opgericht. In 1867 wordt door de loge in Semarang een middelbare school voor jongens opgericht, en in 1877 wist de loge, na mobilisatie van de bevolking, succesvol de gouverneur onder druk te zetten om een openbare middelbare school op te richten. Niet in de laatste plaats omdat hoofdredacteur Carel Eliza van Kesteren  van de Semarangse krant De Locomotief een actief vrijmetselaar was.
In 1902 wordt door Albertus Samuel Carpentier Alting met hulp van de Bataafse loge de HBS voor meisjes opgericht in Batavia, gevolgd door een aantal lagere scholen te Batavia die later door het leven zouden gaan als de Carpentier Alting Stichting.
Tijdens het Provinciaal congres van 1911 wordt door een Indisch autochtoon lid (Notodirodjo) uitgesproken dat er een noodzaak was tot het oprichten van geloofsneutrale scholen. Dit resulteerde al snel in de oprichting van diverse Neutrale scholen in centraal en west Java. In deze periode droegen ook veel loges hun initiatieven over aan de koloniale overheid. De eerder opgerichte ambachtsscholen zijn hier een voorbeeld van, deze werden allen overgedragen tussen 1901 en 1912. Op de implicaties van deze koerswijziging werd al in 1903 geattendeerd in het Maçonniek Tijdschrift waarbij gewezen werd op een potentiële splitsing van de Orde ten gevolge van de trend om naar intern spirituele zaken te kijken, en de toenemende invloed van confessionele initiatieven. Een bouwstuk van A.M. Koning van Loge Sint Jan in Bandung sprak in 1929 de angst uit dat de Orde haar maatschappelijke relevantie verloor door zich slechts te wijden aan de studie van symbolen en ritualen. Het bouwstuk krijgt een positieve ontvangst en een schrijver geeft aan dat er een noodzaak is om meer Indische autochtonen en Chinezen te betrekken bij de maçonnieke arbeid, naast de aandacht voor de politieke stromingen van de dag.

### Uitbreiding en bloei
Het duurt tot 1870 voordat de vrijmetselarij in Indië zich verspreidt over het land. Diverse loges worden opgericht en in kleinere dorpen en steden ontstaan vrijmetselarijkringen met fluctuerende lidmaatschappen. De loges opereerden vrijwel autonoom en hadden weinig contact met elkaar. In de loop der jaren worden onder gezag van het Grootoosten der Nederlanden circa 35 loges gesticht, met name op Java en Sumatra.
De bloeiperiode van de Vrijmetselarij (1890-1930) valt samen met de expansie van de koloniale staat. Als gevolg van de territoriale uitbreiding van het grondgebied rond 1900 verspreidt de sterk toenemende Nederlandse bevolking zich naar de buitengebieden. Vrijmetselaar Albertus Samuel Carpentier Alting, voormalig redacteur van het Maçonniek Weekblad, probeert in Padang een Maçonniek tijdschrift uit te geven, maar dit initiatief faalt. Als hij, als predikant, in Semarang aankomt vindt hij een welwillend oor bij de twee vrijmetselaren die de uitgeverij G.C.T. van Dorp leiden. In 1895 ziet het Indisch Maçonniek Tijdschrift zijn eerste druk. Tien jaar lang is Carpentier Alting de stuwende kracht, en voert hij de redactie over het belangrijkste maçonnieke tijdschrift van Nederlands-Indië. Het blijkt een belangrijke bindende kracht te zijn voor de -verder autonoom opererende- loges in Nederlands-Indië.

### Provinciale Grootloge
Op 25 december 1899 wordt mede door toedoen van Carpentier Alting de “Provinciale Grootloge van Nederlandsch-Indië” opgericht in de tempel van loge “De Ster in het Oosten". Dit vanuit de behoefte de loges in Nederlands Indië directer te verbinden. Carpentier Alting wordt Gedeputeerd Grootmeester en blijft dit tot 1906.
De directe aanleiding is een ongenoemde loge die bij de oprichting van een liefdadigheidsinstelling verplichtingen aangegaan is die haar financiële draagkracht te boven gaan. Zoals gebruikelijk worden de omringende loges om financiële hulp gevraagd. Loge “Prins Frederik” uit Kota Radja schrijft hierop op 15 maart 1896 een brief aan de gedeputeerd grootmeester van Nederlands-Indië, en lid van de Raad van Nederlands-Indië, G.A. Scherer, om te pleiten voor meer coördinatie. Zo nodig zou dit gedaan moeten worden door de gedeputeerd grootmeester. Dit leidt tot een bijeenkomst in Batavia (21-22 januari 1897) met alle Indische loges onder leiding van de nieuwe gedeputeerd grootmeester H.J. Meertens (notaris). Deze bijeenkomst wordt gekenschetst door de angst dat men de autonomie zou verliezen. Uiteindelijk wordt in april 1897 op een opvolgende vergadering te Solo besloten om een commissie te vormen die statuten zou ontwerpen. Deze worden afgedrukt in Het Indisch Maçonniek Tijdschrift zodat iedereen kan becommentariëren. Op 13 oktober 1889 worden de statuten met een grote meerderheid aangenomen. Alleen loge "de Vriendschap" is, op principiële gronden, tegen elke vorm van inbreuk op de autonomie. Dit alles past binnen de gedachtegang die al in 1886 geuit wordt door een aantal loges, dat Nederland zich eigenlijk niet interesseert voor de situatie van de vrijmetselarij in Indië. De vorming van de Provinciale Grootloge wordt dan ook door sommige als een eerste stap richting een eigen Grootloge gezien, maar door anderen juist als een verlies van zelfstandigheid. Voor Indische loges blijft het een heikel punt: de autonomie van de loges is redelijk groot, en kan zich ook tegen de overheid keren. Zo verzet zich al in 1873 de loge in Soerabaja tegen een feestelijke intocht van de “helden van Atjeh” en wil men liever het Rode Kruis eren. Indisch Grootmeester Frederik Hermanus de Hoog laat zich vanuit zijn voorzitterschap van de Indo-Europeesch Verbond behoorlijk kritisch uit over het beleid van de Nederlandse overheid.
In 1922 kent de Provinciale Grootloge alleen al op Java 14 loges. In 1940 telt Indië 1.262 vrijmetselaren waaronder 50 Indische autochtonen en 14 Chinezen.

### Tweede Wereldoorlog en heropbouw
Tijdens de Tweede Wereldoorlog maakt ook de vrijmetselarij in de koloniën een zwarte periode door. Als gevolg van de inval in Nederland en het ontslag van alle NSB ambtenaren uit Indische overheidsdienst worden op 2 juni 1940 alle NSB vrijmetselaren ontzet uit hun lidmaatschap. Rond 14 maart 1942 worden de meeste Nederlandse vrijmetselaren opgepakt en geïnterneerd. Twee dagen later worden Indo-Europese en inlandse vrijmetselaren opgepakt. Loges worden gesloten en eigendommen geconfisqueerd. Vrijmetselaren, bestuurders, ondernemers en Joden worden betiteld als "djahat" (slechte elementen) en moeten een rood driehoekje naast hun kampnummer dragen. Dit betekent dat zij geen arbeid buiten het kamp mogen uitvoeren. Gedeputeerd grootmeester Johan Ernst Jasper wordt door de Japanse bezetter gevraagd uiteen te zetten wat vrijmetselarij is en getuigenissen uit de kampen lijken te indiceren dat de bezetter niet weet wat ze met vrijmetselaren aan moeten. Vrijmetselaren slagen er soms toch in om in het geheim bijeen te komen, zelfs in de Japanse interneringskampen. De meeste vrijmetselaren worden samengebracht in kamp Baros te Cimahi alwaar 21 van de 25 Indische loges vertegenwoordigd is. In de chaotische periode na de Japanse capitulatie lukt het vrijmetselaren in 1945 alweer om een bijeenkomst te houden, tezamen met geallieerde vrijmetselaren in Batavia. In 1946 hervat het Indisch Maconniek Tijdschrift haar uitgave.
Het herstel na de oorlog was van korte duur. Het uitroepen van de republiek door Soekarno maakt het ook voor vrijmetselaren een onzekere tijd. In 1948 wordt de regent van Semarang, Tjondro Negoro, gevraagd om te onderzoeken of er meer Indonesische loges opgericht kunnen worden. Hij rapporteert terug aan de Grootloge dat men daar uiterst voorzichtig in moest zijn omdat het gebruikt kan worden als een separatistisch instrument. In 1949 wordt een resolutie aangenomen om zo veel mogelijk Indonesische leden te accepteren. De vrijmetselarij in Nederlands-Indië stond principieel niet afwijzend tegenover autonomie of zelfs onafhankelijkheid van Indonesië: al in de 20'er jaren verschijnen artikelen in het Indisch Maconniek Tijdschrift die dit beargumenteren. In 1930 maken vrijmetselaren zich zorgen over de rassenhaat tussen Nederlander en inlander die een goede samenwerking tussen beide in de weg staan. In 1931 verklaart J.F.A.M. Koning van loge "Sint Jan" zelfs in een artikel dat de vrijmetselarij een belangrijke brugfunctie kan hebben in het bevorderen van verdraagzaamheid en respect tussen de verschillende "rassen". Hij beargumenteert ook dat er meer interesse binnen loges zou moeten zijn voor geestelijke ontwikkeling zodat er ook automatisch een interesse voor staatkundige ontwikkeling zou ontstaan.
Op 27 december 1949 is de onafhankelijkheid van Indonesië een feit, een paar dagen eerder stuurt het Provinciaal Hoofdbestuur een gelukstelegram naar Soekarno en Mohammed Hatta. Soekarno, antwoordt in een telegram dat de Pancasila, de leer van de 5 zuilen die de ideologische grondslag vormt van de Republiek, overeenstemming vertoont met de beginselen van de Vrijmetselarij. Die vijf "zuilen" zijn: geloof, volkssoevereiniteit, nationalisme, sociale rechtvaardigheid en humaniteit.
In een rondschrijven aan de loges stelde het hoofdbestuur met voldoening vast, dat in de Indonesische grondwet de vrijheid van vereniging en vergadering was vastgelegd en het beschouwde dat als een waarborg voor de toekomstige arbeid.
De Provinciale Grootloge blijf aangesloten bij de Nederlandse Orde en vraagt een audiëntie aan bij president Soekarno. Loge "Het Zuiderkruis" verzoekt op het Meester-Convent van 4 februari 1950 om te gaan werken naar een onafhankelijke Grootloge, het voorstel wordt afgewezen met de argumentering dat dit nog te vroeg zou zijn.
Op 3 maart 1950 volgde een bezoek van een uur waarin Soekarno meldde veel gehoord te hebben over de Orde, maar dan voornamelijk negatief. De maçonnieke delegatie sprak over de doelen van de Orde en beantwoordde diverse vragen van de president. Het gesprek werd afgesloten met de vraag van Soekarno waarom de bevolking sprak over Rumah Setan. De delegatie antwoordde met de uitleg zoals deze al gehanteerd werd sinds de 19e eeuw: de verbastering van Sint Jan.

### Indonesische loges
Binnen de Nederlandse loges bleven Indonesiërs wel actief. Bij loge "De Vriendschap", hield voorzitter Raden Soeparto een voordracht over de Pantja-sila die volgens de spreker doordrenkt was van de maçonnieke geest. Het nationaal besef diende te worden gedragen door de "Saudara dunia" ofwel "broederschap".
Tussen 1951 en 1954 werden een aantal Indonesische loges opgericht:
- 1952 nr. 182 "Purwa Daksina" in Djakarta, Java
- 1953 nr. 183 "Dharma" in Bandoeng, Java
- 1954 nr. 192 "Bhakti" in Semarang, Java
- 1954 nr. 193 "Pamitran" in Soerabaja, Java

In juni 1954 besloten de vier Indonesische loges een zelfstandige Grootmacht op te richten en op 7 april 1955 vond de installatie plaats vanTimur Agung Indonesia waarbij Soemitro Kolopaking werd geïnstalleerd als eerste Grootmeester. De vrijmetselarij bleef in een moeilijke situatie: de Indonesische loge werd gezien als pro-Nederlands, en er is discussie met de Nederlandse Orde over het eigendom van de vrij grote maçonnieke bezittingen in Indonesië.
Timur Agung Indonesia had het voordeel dat een aantal vooraanstaande Indonesiërs, waaronder het hoofd van de Staatspolitie en latere minister van Politie, vrijmetselaar is, en dus kan hij enige tijd in de luwte opereren.

### Einde van de vrijmetselarij in Indonesië
Mede als gevolg van het Nederlands-Indonesische conflict over Nieuw-Guinea worden in 1957 Nederlandse ondernemingen onder staatstoezicht gesteld en vervolgens genationaliseerd. Er vindt in deze tijd ook een ware exodus plaats van Nederlanders uit Indonesië. De laatste Nederlandse loges lopen nu snel leeg. Zo dooft Jan Müllemeister van Loge "De Vriendschap" op 22 februari 1959 de lichten in Soerabaja. De laatste Nederlandse loge die de lichten dooft is -passend genoeg- "De Ster in het Oosten". Op 23 juni 1960 staakte zij haar werkzaamheden gevolgd door een afscheidsbijeenkomst.
Diverse loges verhuizen naar Nederland ("De Ster in het Oosten" verhuist naar Bilthoven, "De Vriendschap" verhuist naar Den Haag, en "Sint Jan" wordt heropgericht in Den Haag). Een groot deel van de achttiende- en negentiende-eeuwse archieven van de Indische loges wordt tijdig overgebracht naar Nederland, maar veel achtergebleven gebouwen en bezittingen gaan verloren.
Op 27 februari 1961 is het voor de vrijmetselarij als geheel te laat, en vaardigt Soekarno een bevel van de Generale staf uit waarin staat dat vrijmetselarij haar basis heeft buiten Indonesië en niet overeenstemt met de nationale identiteit.
Op 9 maart 1961 werden in aanwezigheid van de Grootmeester van Indonesië de lichten gedoofd en eindigen twee eeuwen maçonnieke arbeid in Indonesië.

## Overzicht Indische loges
| Oprichting | Nr. | Naam                             | Locatie                    | Status |
| ---------- | --- | -------------------------------- | -------------------------- | --- |
| 1762       |     | La Choisie                       | Batavia, Java              | Houdt op te bestaan in 1767 |
| 1767       |     | La Fidèle Sincérité              | Batavia, Java              | Gaat op in De Ster in het Oosten in 1837                                                                                        |
| 1770       |     | La Vertueuse                     | Batavia, Java              | Gaat op in De Ster in het Oosten in 1837                                                                                        |
| 1801       | 31  | La Constante et Fidele           | Semarang, Java             | Op 31-11-1960 aangesloten bij de Grootloge van Indonesië, opgeheven in 1962. Gebouw afgebroken in 1976                          |
| 1809       | 35  | De Vriendschap                   | Soerabaja, Java            | Verhuisd naar Den Haag |
| 1811       |     | Virtutis et Artis Amici          | Pondok Gedeh, Java         | Werkzaamheden gestaakt in 1815                                                                                                  |
| 1837       | 14  | De Ster in Het Oosten            | Batavia, Java              | Fusie van "La Fidèle Sincérité" en "la Vertueuse", werkzaamheden gestaakt in Jakarta op 23 juni 1960 en verhuisd naar Bilthoven |
| 1858       | 46  | Mata Hari                        | Padang, Sumatra            | Werkzaamheden gestaakt als gevolg van de Japanse bezetting                                                                      |
| 1870       | 53  | Mataram                          | Jogjakarta, Java           | Werkzaamheden gestaakt als gevolg van de Japanse bezetting                                                                      |
| 1871       |     | Princes Frederik der Nederlanden | Rembang, Java              | Werkzaamheden kort daarop al gestaakt                                                                                           |
| 1872       | 55  | L'Union Frédéric Royal           | Soerakarta, Java           | Werkzaamheden gestaakt als gevolg van de Japanse bezetting                                                                      |
| 1880       | 61  | Prins Frederik                   | Kota Radja, Atjeh, Sumatra | Werkzaamheden gestaakt als gevolg van de Japanse bezetting                                                                      |
| 1888       | 70  | Deli                             | Medan, Sumatra             | In 1960 gesloten toen de Indonesische overheid de vrijmetselarij verbood                                                        |
| 1891       | 73  | Excelsior                        | Buitenzorg, Java           | |
| 1892       | 64  | Veritas                          | Probolinggo, Java          | Werkzaamheden gestaakt als gevolg van de Japanse bezetting                                                                      |
| 1891       | 82  | Tidar                            | Magelang, Java             | In 1960 gesloten toen de Indonesische overheid de vrijmetselarij verbood                                                        |
| 1892       | 65  | Arbeid Adelt                     | Makassar, Celebes          | |
| 1896       | 84  | St. Jan                          | Bandoeng, Java             | In 1960 gesloten toen de Indonesische overheid de vrijmetselarij verbood, heropgericht in Den Haag                              |
| 1896       |     | Fraternitas                      | Salatiga, Java             | |
| 1898       | 87  | Humanitas                        | Tegal, Java                | In 1960 gesloten toen de Indonesische overheid de vrijmetselarij verbood                                                        |
| 1901       | 89  | Malang                           | Malang, Java               | In 1960 gesloten toen de Indonesische overheid de vrijmetselarij verbood                                                        |
| 1906       | 92  | Blitar                           | Blitar, Java               | In 1960 gesloten toen de Indonesische overheid de vrijmetselarij verbood                                                        |
| 1918       | 109 | De Dageraad                      | Kediri, Java               | |
| 1918       | 110 | Het Zuiderkruis                  | Batavia, Java              | Verhuisd naar De Haag |
| 1919       | 111 | De Broederketen                  | Batavia, Java              | In ruste gegaan in 1955 |
| 1926       | 129 | De Driehoek                      | Djember, Java              | Werkzaamheden gestaakt tijdens de Japanse bezetting                                                                             |
| 1931       | 142 | De Broedertrouw                  | Bandoeng, Java             | Werkzaamheden gestaakt als gevolg van de Japanse bezetting                                                                      |
| 1932       | 149 | Palembang                        | Palembang, Sumatra         | Opgeheven omstreeks 1958 |
| 1933       | 151 | Serajoedal                       | Poewokerto, Java           | Werkzaamheden gestaakt tijdens de Japanse bezetting                                                                             |
| 1933       | 153 | De Hoeksteen                     | Soekaboemi, Java           | Werkzaamheden gestaakt tijdens de Japanse bezetting                                                                             |
| 1948       | 165 | De Witte Roos                    | Jakarta, Java              | De laatste gestichte Nederlandse loge, opgeheven op 14 januari 1958                                                             |
| 1960       | 225 | De Ster in het Oosten            | Hollandia, Nieuw-Guinea    | Opgeheven in 1963 |

## Overzicht gedeputeerd grootmeesters Nederlands Indië en Indonesië
| Zittingsperiode | Naam                              | Beroep |
| --------------- | --------------------------------- | --- |
| 1798 - 1823     | N. Engelhard                      | Directeur-generaal van de VOC en de gouverneur en directeur van de noordoostelijke kust van Java                          |
| 1823 - 1831     | H. Merkus de Kock                 | Luitenant gouverneur-generaal en commandant van het Nederlands-Indisch Leger                                              |
| 1831 - 1839     | J.J. van Sevenhoven               | Resident te Palembang, waarnemend resident te Djokjakarta, lid van de Raad van Indië                                      |
| 1839 - 1846     | C.J. Scholten van Oud-Haarlem     | President van de beide Hooggerechtshoven van Nederlands-Indië                                                             |
| 1846            | J.M. van Beusechem                | President van de Raad van Justitie te Batavia                                                                             |
| 1846 - 1862     | C. Hultman                        | President van het Hooggerechtshof van Nederlands-Indië                                                                    |
| 1862 - 1867     | L.A.W.J. baron Sloet van de Beele | Gouverneur-generaal van Nederlands-Indië                                                                                  |
| 1867 - 1887     | T.H. der Kinderen                 | Lid van de Raad van Indië                                                                                                 |
| 1887 - 1890     | T. Henny                          | Landsadvocaat te Batavia                                                                                                  |
| 1890 - 1894     | M. Willemenstijn                  | Kolonel hoofd-intendant Nederlands-Indisch Leger                                                                          |
| 1894 - 1896     | T. Henny                          | (Tweede termijn) |
| 1896 - 1898     | H.J. Meertens                     | Notaris |
| 1898 - 1899     | G.A. Scherer                      | Lid van de Raad van Indië                                                                                                 |
| 1899 - 1900     | H.J.W. van Lawick van Pabst       | Luitenant-kolonel Nederlands-Indisch Leger                                                                                |
| 1900 - 1905     | A.S. Carpentier Alting            | Predikant |
| 1905 - 1910     | Th.G.G. Valette                   | Leraar Gymnasium Willem III (Batavia)                                                                                     |
| 1910 - 1911     | H.C. Kronouer                     | Kolonel Nederlands-Indisch Leger                                                                                          |
| 1911 - 1913     | J.G. Pott                         | Lid van de Raad van Indië                                                                                                 |
| 1913 - 1915     | August Frederik Leopold Faubel    | Kolonel-intendant Nederlands-Indisch leger                                                                                |
| 1915 - 1917     | G. Andre de la Porte              | Lid van de Raad van Indië                                                                                                 |
| 1917 - 1919     | W. Sonneveld                      | lid van de Raad van Indië                                                                                                 |
| 1919 - 1921     | J.H. Carpentier Alting            | lid van de Raad van Indië                                                                                                 |
| 1921 - 1925     | J.H. Delgorge                     | Directeur van de Opiumregie                                                                                               |
| 1925 - 1931     | W. Cool                           | Voorzitter raad van bestuur Nederlands-Indische Spoorwegmaatschappij, vicepresident van het Kon. Instituut van Ingenieurs |
| 1931 - 1937     | A.H. van Ophuijsen                | Notaris |
| 1937 - 1940     | J.J. Pesman                       | Kolonel Nederlands-Indisch leger                                                                                          |
| 1940 - 1945     | J.E. Jasper                       | Gouverneur van Djokjakarta                                                                                                |
| 1945 - 1946     | Jb. Zeylemaker                    | Hoogleraar aan de Rechtenfaculteit van Batavia                                                                            |
| 1945 - 1946     | C.B. Sibenius Trip                | procuratiehouder bij de firma. John Peet & Co                                                                             |
| 1946 - 1954     | Z.H. Carpentier Alting            | Advocaat |
| 1954 - 1957     | A. Holle                          | Hoofdambtenaar op het Ministerie van Justitie                                                                             |
| 1958            | W.Th.E. Thon                      | Directeur-generaal General Electric Co Inc. of Java                                                                       |
| 1959 - 1960     | K. Lewin                          | Administrateur van de Carpentier Alting Stichting                                                                         |

## Historische foto's

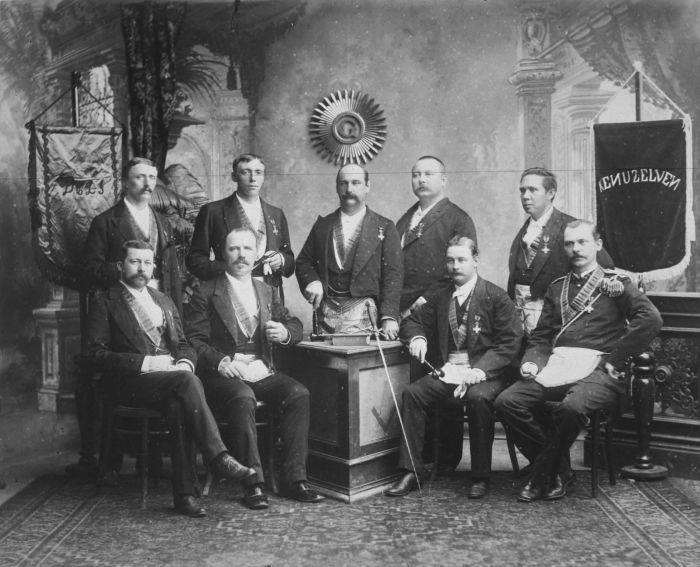
Loge Deli, Medan
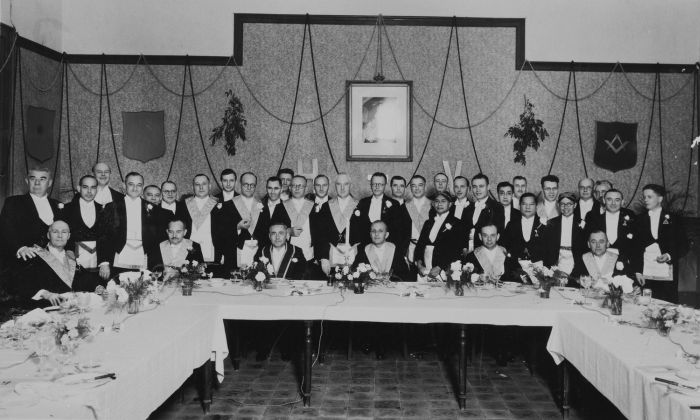
Groepsportret van Europese en Indonesische vrijmetselaren
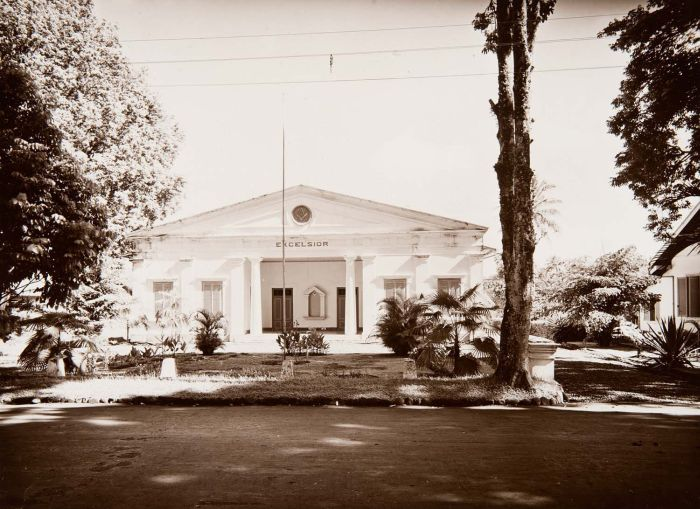
Loge Excelsior, Buitenzorg
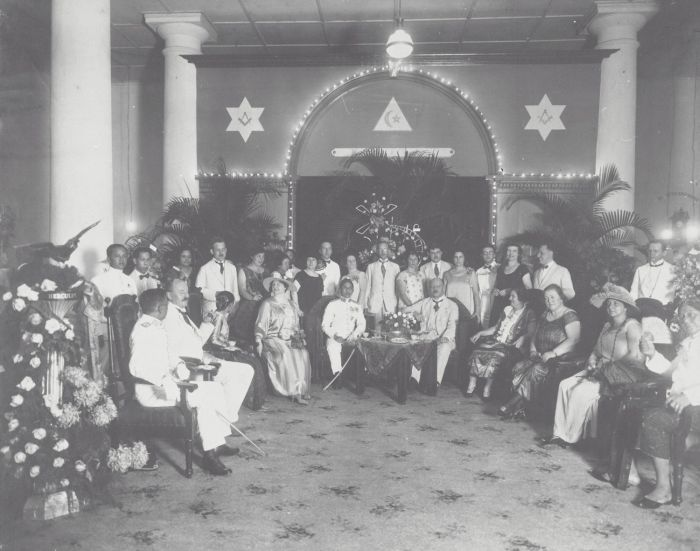
Loge Mataram, Jogjakarta
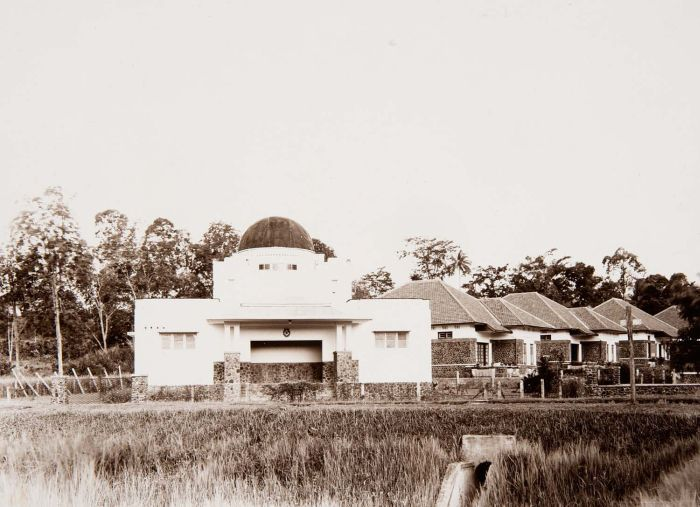
Loge Serapis (LDH), Buitenzorg
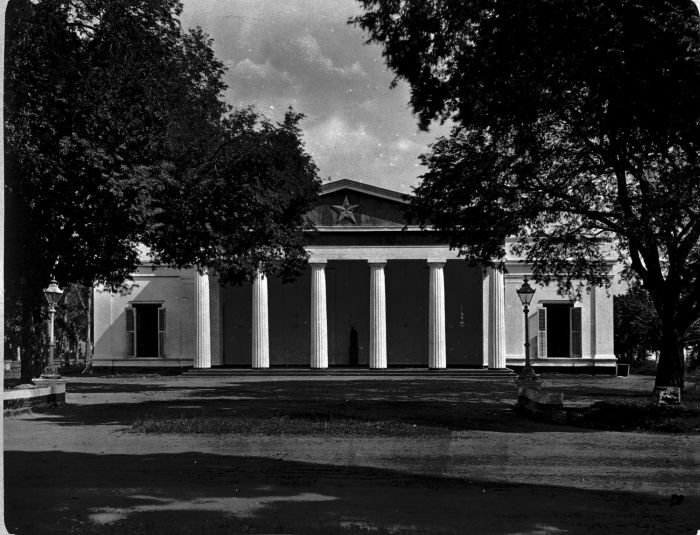
Het oudste logegebouw in Batavia
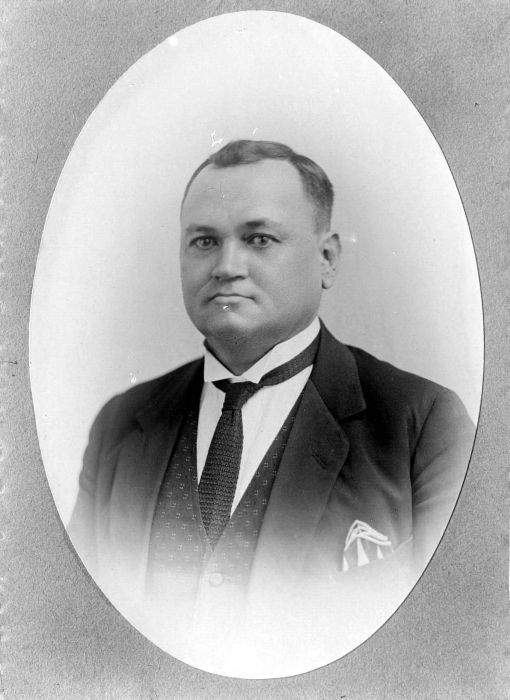
Grootmeester Dick de Hoog op Java